# Xavi Grande
Xavier Grande Sánchez (Almássera, 28 de enero de 2005) es un futbolista español que juega como lateral derecho en el Atlético Levante UD de la Tercera Federación.

## Trayectoria
Nacido en Almácera, Comunidad Valenciana, Grande se unió a la cantera del Levante UD en 2013, cuando tenía ocho años. 
El 17 de octubre de 2021, debutó con el Atlético Levante UD de la Segunda División RFEF en la victoria a domicilio por 3-0 sobre el Hércules CF.
El 3 de octubre de 2023, hizo su debut con el primer equipo del Levante UD en la Segunda División de España contra el Villarreal CF B, en un encuentro que acabaría con empate a uno.
En la temporada 2023-24, llegaría a disputar 7 partidos en la Segunda División de España y otros dos encuentros de Copa del Rey.

### Internacional
El 11 de enero de 2023, sería convocado por la Selección de fútbol sub-18 de España, para un encuentro amistoso en Italia.
El 9 de enero de 2024, sería convocado por la Selección de fútbol sub-18 de España, para un encuentro amistoso en Italia.

## Clubes
Actualizado al último partido disputado el 29 de septiembre de 2024.
| Club                | País   | Año       | Partidos | Goles |
| ------------------- | ------ | --------- | -------- | ----- |
| Atlético Levante UD | España | 2021-act. | 23       | 1     |
| Levante UD          | España | 2023-act. | 11       | 0     |